# Baba Ana
Baba Ana è un comune della Romania di 4 325 abitanti, ubicato nel distretto di Prahova, nella regione storica della Muntenia. 
Il comune è formato dall'unione di 5 villaggi: Baba Ana, Cireșanu, Conduratu, Crângurile, Satu Nou.